# Wolodymyr Rafejenko

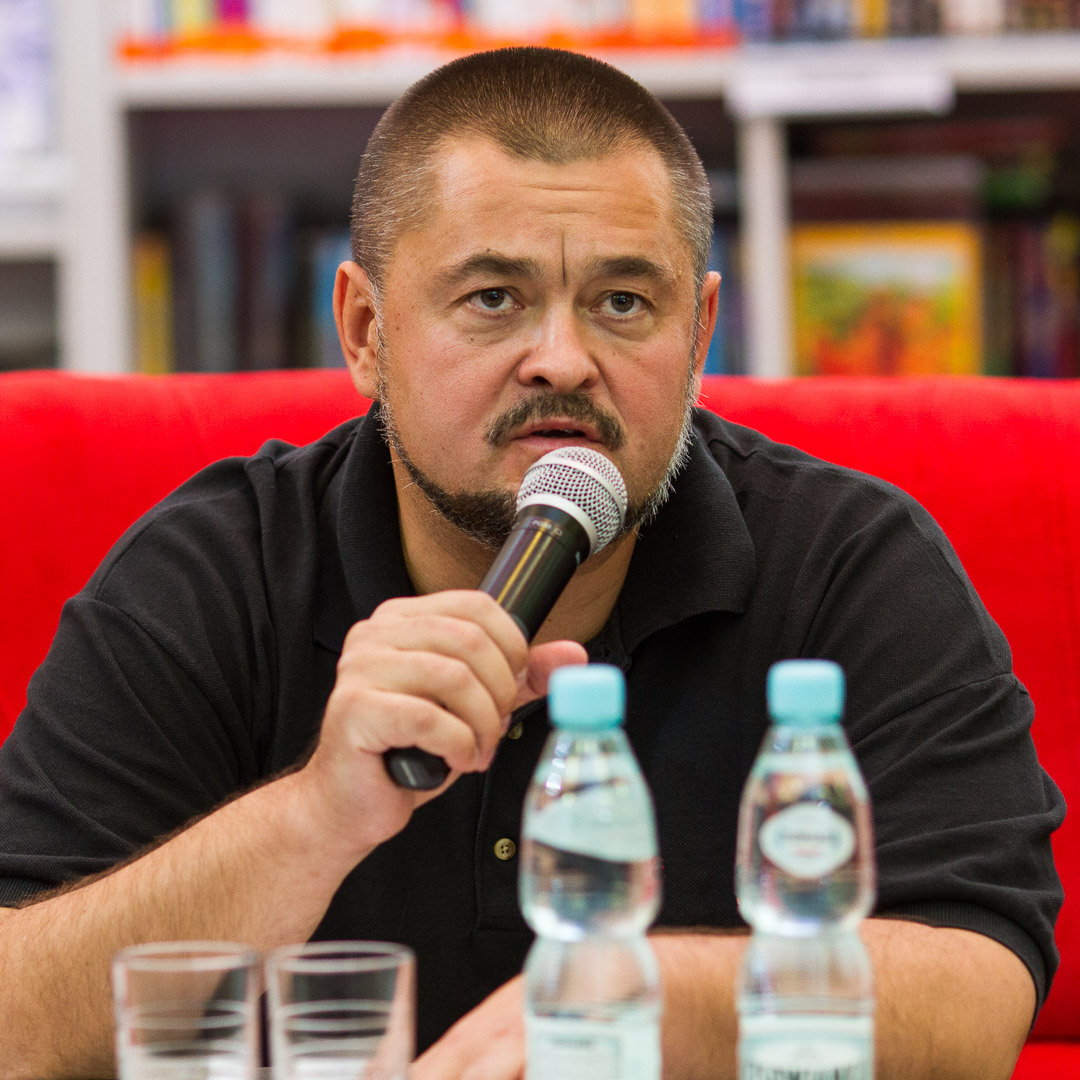
Wolodymyr Rafejenko

Wolodymyr Wolodymyrowytsch Rafejenko (ukrainisch Володимир Володимирович Рафєєнко; wiss. Transliteration Volodymyr Volodymyrovyč Rafėėnko; * 25. November 1969 in Donezk, Hauptstadt der Oblast Donezk) ist ein ukrainischer Schriftsteller, Literaturkritiker und Filmkritiker. Mitglied des Ukrainischen PEN-Clubs P.E.N.

## Biographie

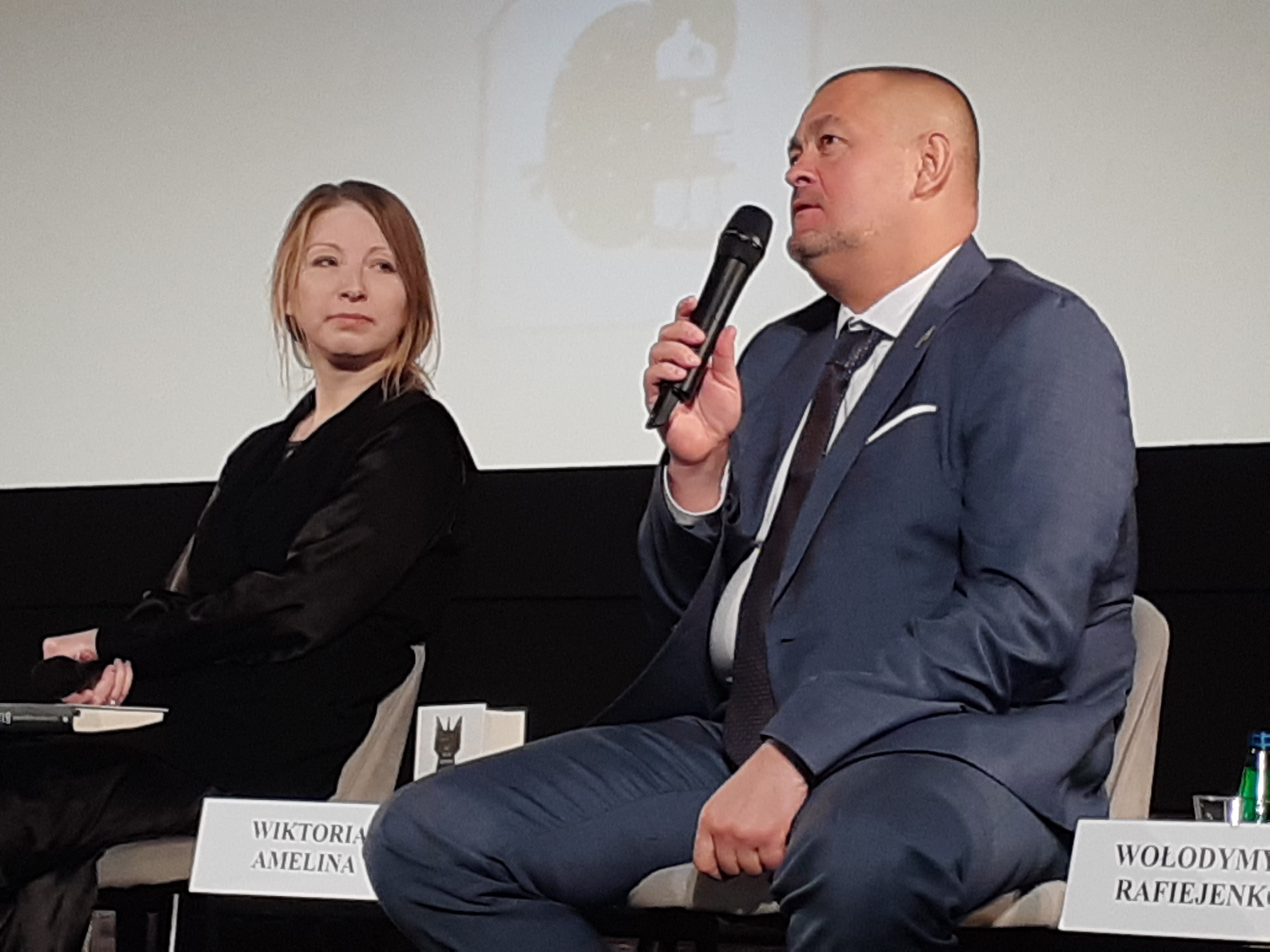
Victoria Amelina und Wolodymyr Rafejenko bei einem Treffen im Rahmen der Veranstaltung „Wahre Worte. Neue ukrainische Kultur“ im Kultura Kino in Warschau.

Wolodymyr Rafejenko wurde in einer Arbeiterfamilie geboren und studierte nach Abschluss der Schule russische Philologie und Kulturgeschichte. Nach Studienabschluss an der Nationalen Universität Donezk arbeitete er bei den Donezker Verlagen „BAO“ und „Kassiopeia“ und als Hilfsredaktor der Zeitschrift „Punkt“ (Многоточие). Seit 1992 veröffentlichte er seine Beiträge in Zeitschriften. Bis 2018 publizierte er seine mehrfach in der Russischen Föderation ausgezeichneten Gedichtbände und Romane in russischer Sprache, wechselte infolge der Kriegssituation und Besetzung seiner Heimat nach Kiew und in die ukrainische Sprache, in der er erstmals 2017 veröffentlichte.
Rafejenko lebt und wirkt seit Sommer 2014 mit seiner Familie in Kiew. Seither ist er in der Literaturwelt in Institutionen wie dem Literarischen Colloquium Berlin (LCB), Institut für die Wissenschaften vom Menschen (IWM) und auf zahlreichen ukrainischen und internationalen Buchmessen und Literaturfestivals präsent. Seit Juli 2018 referiert er regelmäßig im Rahmen der Kiewer Otium academy.

## Auszeichnungen
- 2011 2. Preis der Stiftung des Instituts für Eurasische Studien für außerhalb der Russischen Föderation lebende russischsprachige Autoren für Moskauer Divertimento
- 2013 Preis der Stiftung des Instituts für Eurasische Studien für außerhalb der Russischen Föderation lebende russischsprachige Autoren für Descartesʼ Dämon
- 2014 „NOS-Preis“ der Michail Prohhorov Foundation für Descartesʼ Dämon
- 2016 Volodymyr-Korolenko-Preis des Nationalen Schriftstellerverbandes der Ukraine für Kurzes Buch der Abschiede
- 2017 Visegrad Eastern Partnership Literary Award (VEaPLa) für Lange Stunden

## Werk
Ende der 1990er Jahre bis 2003 erschienen in Donezk drei Gedichtbände, in denen zuvor in einem guten Dutzend von Literaturzeitschriften publizierte Gedichte zusammengefasst wurden.
2000 folgte der erste Prosaband Kurzes Buch der Abschiede mit kurzen fragmentarischen Texten, in denen Rafejenko dem Stil von Daniil Charms, Isaak Babel und Andrej Platonow folgt. In seinem Roman Nichtreflexive Verben ist seine Hauptfigur ein ängstlicher Philologe, herausgefordert von den strengen Anforderungen des Lebens (Militärdienst, Ehe, Alkoholkonsum). Seither sind in mehrjährigen Abständen Prosabände und Romane erschienen. Das Moskauer Divertimento beschreibt Moskau als ein neues Troja, das von einer Horde von Ratten belagert ist und nur von Achilles befreit werden kann. Descartesʼ Dämon ist ein sozio-philosophischer Science-Fiction-Roman, All diese Texte sind von oftmals schneidender Kürze und einem Sinn für Groteskes geprägt. Verglichen wird sein surrealistischer Stil mit dem Nikolaj Gogols und Viktor Jerofejews.
2017 erschien, redigiert von Oleksandr Bojtschenko, Rafejenkos erster ukrainisch geschriebener Roman Mondegrin, in dem er tiefgründig in die vielfältigen Grenzsituationen des aus dem Kriegsgebiet nach Kiew geflüchteten Protagonisten und Alter Ego Gabriel eintaucht und aufzutauchen versucht: Er schaut zurück und erlebt nun Sprachschizophrenien. In ihnen scheint der mehrfach im Roman erwähnte Hermes Trismegistos eine Art positiver Charon beim Aufstieg in der neuen ukrainischen Kultur zu sein.
Außerdem hat Rafejenko immer wieder Erzählungen verfasst, die zwischen 1999 und 2015 auf Russisch erschienen.
Seit 2014 ist mit Artikeln und Interviews in Zeitschriften und Medien der Ukraine und anderer europäischer Staaten präsent.

### Gedichtbände
- Drei Tage unter der Woche (Три дня среди недели). Donezk, 1998.
- Privatsektor (Частный сектор). Donezk, 2002.
- Hilfe über die Straße (Переводы через дорогу). Donezk, 2003.

### Romane
- Kurzes Buch der Abschiede (Краткая книга прощаний). Donezk 2000; Charkiw 2017.
  - Мала книжка прощань. Aus dem Russischen übersetzt von Ihor Bondar-Tereschtschenko. Charkiw 2017.
- Ferien der Zauberer (Каникулы магов). Donezk 2005.
- Nichtreflexive Verben (Невозвратные глаголы). Donezk 2009.
- Moskauer Divertimento (Московский дивертисмент), in: Znamja 8 / 2011.
- Den Sommer hindurch (Лето напролёт). Moskau 2012.
- Descartesʼ Dämon (Демон Декарта). Moskau 2014.
- Die Länge der Tage (Долгота дней). Charkiw 2017.
  - (Ausschnitt) Bier und Zigaretten, übersetzt von Harald Fleischmann, in: Podium 1/2016 (4 Seiten).
  - (Ausschnitt) Die Katze, übersetzt von Lydia Nagel, online
  - Довгі часи. Übersetzt aus dem Russischen von Marianna Kijanowska. Lwiw 2017.
  - Dlouhé časy. Übersetzt von Jekaterina Gazukina und Tereza Chlaňová. Brünn 2019.
  - Najdłuższe czas, übersetzt von Anna Ursulenko und Marcin Gaczkowski. Wojnowice 2020.
  - The Length of Days: An Urban Ballad, übersetzt von Sibelan Forrester. Harvard Ukrainian Research Institute, 2023. ISBN 978-0-674-29120-1
- Mondegrin. Lieder von Tod und Liebe (Мондеґрін. Пісні про смерть та любов). Czernowitz 2019.
  - Mondegreen, übersetzt aus dem Ukrainischen ins amerikanische Englisch von Mark Andryczyk. Harvard Ukrainian Research Institute, 2022. ISBN 978-0-674-27557-7
- Petrichor. Der Geruch der Erde nach dem Regen (Петрикор – запах землі після дощу). Vyd. Anetty Antonenka, Lwiw 2023.

### Essays
- Donbas – Ukraine: a life journey, in: Ukraine in histories and stories. Hrsg. von Volodymyr Yermolenko. Stuttgart 2020, 183–194 (zuvor 1. Ausgabe Kyiv 2019, 201–214).
- Evolution of an Identity, in: New Eastern Europe 3 (XLI)/2020, 34–38.
- Die Stärke des Menschen, in: Was gibt uns Kraft? (Що дасть нам силу?) Kiew 2020, 171–176.

### Interviews (Auswahl)
- Es bleibt eine unsichtbare Grenze innerhalb der Kultur eines Landes … (russ.), in: Donbasskij kontekst 21.10.2010,  online
- Ticket W, Stadt Z (russ.), in: Russkaja Gazeta 1008(6084) / 2013, online
- Ich glaubte nicht, dass das Donbas nichtukrainisch werden könnte (ukr.), in: Dzerkalo Tyschnja 13.11.2017, online
- Russland musste viel Energie aufbringen, dass ich endlich begann, Ukrainisch zu schreiben (ukr.), in: Chytomo 2.5.2018,   online
- Der Krieg trat in mein Haus ein, in: Novinki 2019, online
- Wie Sprache das Gedächtnis bestimmt, Interview mit Marianna Kijanowska (ukr.), in: Zbruc 19.8.2019, online
- Wolodymyr Rafejenko, Regionalmythos (ukr.), in: The Kyiv Review, online, abgedruckt in: Ich vermische Dein Blut mit Kohle (Я змішаю твою кров із вугіллям) Kiew 2020.
- Die größten Lehrer schriftstellerischer Meisterschaft sind die eigenen Fehler und gelesene Bücher (ukr.), 2020, online